# Агашино
Агашино — село в Білозерському районі Вологодської області. 
Входить до складу Гулінського сільського поселення, з точки зору адміністративно-територіального поділу — в Гулінській сільраді. 
Розташоване на березі Азатского озера. Відстань по автодорозі до районного центру Білозерська — 40 км, до центру муніципального утворення села Никонівський — 10 км. Найближчі населені пункти — Звоз, Лундін, Орлово, Прибій. 
За переписом 2002 року населення — 6 осіб. 